# Carl Schmitt

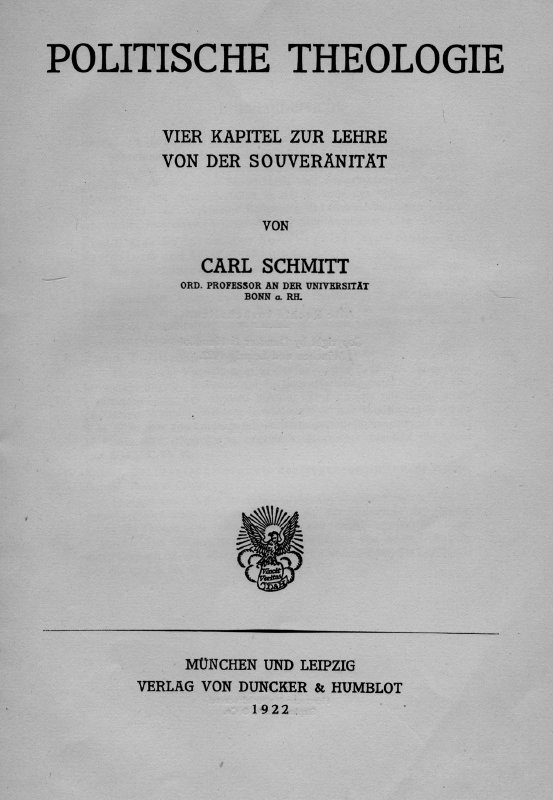
Eerste druk van Politische Theologie. Vier Kapitel zur Lehre von der Souveränität, 1922.

Carl Schmitt (Plettenberg (Westfalen), 11 juli 1888 - Plettenberg-Pasel, 7 april 1985) was een Duitse politiek-filosoof en rechtsgeleerde. Hij is dan ook vooral invloedrijk geweest in de politieke filosofie en rechtsfilosofie.

## Leven
Schmitt behoorde tot de controversieelste denkers van de twintigste eeuw. Tijdens de Weimarrepubliek (1918-1933) was hij een antimodernist en een antidemocraat, die ondanks zijn kritiek op de volkssoevereiniteit en het parlementarisme besefte dat democratie op dat moment de enige legitieme orde was. Op persoonlijk vlak was hij een katholiek die door zijn tweede huwelijk in 1926 met Duschka Todorovic werd geëxcommuniceerd wegens bigamie. Als schrijver was hij uiterst productief. Hij publiceerde onder meer in 1922 zijn Politische Theologie en in 1927 de eerste versie van Der Begriff des Politischen. Het volgende jaar verscheen zijn Verfassungslehre en werd hij aangesteld tot hoogleraar Staatsrecht aan de Handelshochschule Berlin.
Uit die werken bleek opnieuw zijn overtuiging dat een misplaatst vertrouwen in recht en liberalisme het land naar de ondergang bracht. Daarom was hij een vurig verdediger van een versterking van de grondwet in autoritaire zin, door de president meer macht te geven. Hij trad als jurist in dienst van generaal Kurt von Schleicher, de laatste kanselier en bepleitte in Legalität und Legitimität (1932) een verbod op verfassungsfeindliche (grondwetvijandige) politieke partijen, speciaal de communisten en de nazi's. Dit plaatste hem bij de machtsovername door Adolf Hitler in 1933 in een ongunstige positie.
Von Schleicher trad onmiddellijk terug, maar bij de eerste kritiek die hij op het regime uitte, werd hij samen met zijn vrouw vermoord. Zijn voormalige adviseur Schmitt toonde daarentegen niet de minste ambivalentie. Zeer snel publiceerde hij een eerste artikel waarin hij het nieuwe regime steunde en andere juristen opriep zich eraan te conformeren. In het verlengde hiervan werd hij in mei 1933 lid van de Nationaalsocialistische Duitse Arbeiderspartij, op dezelfde dag als de filosoof Martin Heidegger. Hij was een actief partijlid, die de Machtigingswet (1933) enthousiast begroette, in zijn essay Der Führer schützt das Recht (1934) de Nacht van de Lange Messen – die ook von Schleichers leven eiste – legitimeerde en de Rassenwetten van Neurenberg (1935) een "grondwet van de vrijheid" noemde. 
Tot 1936 werkte Schmitt voor het nationaalsocialistische regime en schreef hij artikels die het regime steunden, met enkele die ook uitgesproken antisemitisch waren. Hij lardeerde herdrukken van zijn boeken met passages tegen de Joden en sloofde zich uit om de wettigheid en de legitimiteit van de hitlerstaat aan te tonen. Als Reichsgruppenwalter en Pruisisch Staatsrat organiseerde Schmitt in 1936 een conferentie over het jodendom in de rechtswetenschap. Het Joodse heterogene element werd er bestempeld als een "doodsvijand" die gezuiverd moest worden, te beginnen in de bibliotheken. Hij besloot met: "Wat we zoeken en waarvoor we vechten, is onze eigen onversneden soort, de ongedeerde zuiverheid van ons Duitse volk. Door mij tegen de Jood te verweren, zegt onze Führer Adolf Hitler, vecht ik voor het werk des Heren". Toch is het met zin voor overdrijving dat hij is omschreven als de Kronjurist van het Derde Rijk. Daarvoor stond hij niet dicht genoeg bij het centrum van de macht. Bovendien werd hij in 1936, na een actie van de SS, als "opportunist" aan de kant geschoven en van alle politieke functies ontheven. Hermann Göring nam hem in bescherming tegen verdere aanvallen door de SS en hij bleef partijlid.
Na de oorlog werd Schmitt op 30 april 1945 aangehouden door de Russen, maar snel weer vrijgelaten. Van 26 september 1945 tot 10 oktober 1946 zat hij vast in opdracht van de Amerikanen. In die periode werd hij in Berlijn op staande voet ontslagen als hoogleraar, een daad die hij zijn leven lang zou aanklagen. Van 29 maart tot 13 mei 1947 namen de Amerikanen hem weer gevangen en werd hij verhoord door Robert Kempner, maar ook nu kwam hij zonder aanklacht op vrije voeten. Hij trok zich als "freischaffender Wissenschaftler" terug in zijn geboortedorp Plettenberg en zou nooit een woord van spijt over zijn naziverleden betuigen. In de interneringskampen schreef hij de zelfrechtvaardiging Ex captivitate salus, waarin hij zich op weinig overtuigende wijze in het gezelschap plaatste van politiek vervolgden als Hobbes, Bodin en Tocqueville. Nadien verklaarde hij onder meer: "Ik heb gedronken van de nazi-bacil, maar ben niet besmet geraakt" en in de jaren 70: "Ik heb niets besloten, Hitler heeft besloten". Uit zijn Glossarium, een postuum esoterisch dagboek van de periode 1947-1951, blijkt dat zijn antisemitisme na de oorlog nog altijd even levendig was. Hij had nog contact met vooraanstaande denkers zoals Alexandre Kojève, Jacob Taubes en Ernst Jünger. Hij stierf in zijn geboortedorp op 7 april 1985.

## Werk
Schmitt was de schrijver van een omvangrijk oeuvre dat zich niet eenduidig laat beoordelen: zijn eerste boek verscheen in 1910, zijn laatste artikel in 1978. Zijn bekendste geschrift is Der Begriff des Politischen. Het werk van Schmitt kent verschillende thema's, waarbij staatsrecht en volkenrecht centraal staan. Een belangrijke gedachte in zijn werk is de zoektocht naar een zinvolle politieke (wereld)orde. 
In sommige opzicht kan Schmitt worden beschouwd als een Schreibtischtäter, de intellectuelen die belangrijk hebben bijgedragen aan de opkomst van nazi-Duitsland. Zo schreef hij reeds in Die geistesgeschichtliche Lage des heutigen Parlamentarismus (1923): "Tot de democratie behoort noodzakelijk vooreerst homogeniteit en ten tweede – waar nodig – de eliminatie of vernietiging van het heterogene". Hoewel hij bij de machtsovername van de nazi's niet in het "juiste" kamp stond, paste hij zijn denken – waarin ressentiment, rassendenken en machtspolitiek al aanwezig waren – moeiteloos aan.
Sedert de jaren 90 van de 20e eeuw staat zijn werk weer nadrukkelijk in de aandacht. Sommigen zien in Schmitt een van de grootste politieke denkers van de twintigste eeuw. Anderen zien in hem niet meer dan een gewetenloze opportunist. Zijn geschriften en ideeën mogen zich echter in een toenemende belangstelling verheugen. 
Schmitts werk heeft een sterke invloed gehad op vele andere politieke denkers uit zijn tijd, onder wie leden van de Frankfurter Schule zoals Max Horkheimer, Theodor Adorno en Walter Benjamin, maar ook op centraal liberale denkers als Carl Friedrich en Hans Morgenthau. Ook is het recentelijk gebleken dat ook voor Hannah Arendt en postmoderne denkers denkers zoals Jean-François Lyotard en Jacques Derrida sporen terug te vinden zijn, die naar Schmitt terugvoeren. Arendt had evenwel fundamentele kritiek op het imperialisme en het geweld in onder meer de geopolitiek van Schmitt. Naast conservatieven en nationalisten heeft zijn denken in tegenstellingen voorts andere critici van de liberaal-democratische depolitisering beïnvloed, zoals Slavoj Zizek en Chantal Mouffe.

## Filosofie
In zijn werk benadrukt Schmitt altijd het feitelijke en menselijke van de politiek en het recht. Hij reageert met andere woorden fel tegen opvattingen over de politiek die te geïdealiseerd zijn, of haar van het menselijke willen ontdoen. Zo zet hij zich bijvoorbeeld sterk af tegen zijn tijdgenoot Hans Kelsen, een neokantiaan die in diens werk Das Problem der Souveränität und die Theorie des Völkerrechts een "zuivere theorie van het recht" uiteenzet, namelijk een recht dat in elke situatie en elke tijd rechtvaardig zou zijn. Recht dat met andere woorden is geabstraheerd van al het concreet menselijke. Schmitt stelt daartegenover dat dit niet mogelijk is: alle wetten zijn ingebed in concrete situaties. Uiteindelijk, zo stelt Schmitt, zitten er zelfs onder extreem geabstraheerde en universele wetten altijd nog mensen. Het recht is dus uiteindelijk altijd mensenwerk. Hiermee bekritiseert hij ook de filosofische stellingname van John Locke, en komt hij dichter bij wat de filosoof Thomas Hobbes stelde: de wetten worden bepaald, niet door de waarheid, maar door wat de Leviathan, of soevereine macht, oplegt. Het recht is dus altijd het resultaat van politieke beslissingen, en politiek heeft wezenlijk een polemisch karakter. In de laatste analyse is het gebaseerd op het onderscheid tussen vriend en vijand.
Schmitt legt de nadruk op het feit dat er zich in elke staat een gemeenschap van mensen bevindt, die per definitie niet universeel kan zijn. Er is met andere woorden altijd een "wij" dat tegenover een "zij" staat. Om maar van een politieke staat te kunnen spreken, moet er ook iets buiten die staat zijn. Schmitt stond dan ook erg negatief tegenover alle vormen van pluralisme, want die verdeelden de staat. In deze zin kan Schmitts antisemitisme deels begrepen worden: de Joden hebben volgens Schmitt een verdeelde loyaliteit. Een loyaliteit niet enkel jegens de Staat, maar ook jegens het Joodse volk en de Tenach.

## Soevereiniteit
Centraal in het werk van Schmitt, onder andere in Politische Theologie (1922) staat het concept van soevereiniteit, en dus de vraag wat de plaats en aard van de constituerende macht van een politiek systeem is. De bekende eerste zin van dit werk geeft al antwoord: "Soverän ist, wer über den Ausnahmezustand entscheidet" (Soeverein is hij die beslist over de uitzonderingstoestand). In deze uitspraak zitten echter enkele, misschien bedoelde, dubbelzinnigheden ingebouwd. Zo is het niet duidelijk of über hier slaat op het feit dat de soeverein beslist wat een uitzondering is of dat hij beslist hoe hij deze gaat oplossen. Het lijkt er althans op dat, gezien Schmitts filosofie, hij hiermee vooral wil zeggen dat het niet op voorhand vastligt wat de uitzonderlijke gevallen zijn. Er bestaat met andere woorden geen absolute regel die over zulke uitzonderingen beslist. Volgens Schmitt onthult deze uitzondering de ware aard van de soevereiniteit juist: de uitzondering wordt niet enkel bepaald door de soeverein, maar definieert tevens zijn macht. 
Soevereiniteit vormt daarnaast voor Schmitt een schot (Grenzbegriff) tussen wat wel en wat niet onder de wet valt. Voor Schmitt is een zuiver juridische interpretatie van soevereiniteit niet voldoende, omdat die maar één kant van het verhaal belicht. Het hele gegeven van de uitzondering toont juist de menselijkheid van het recht: een uitzondering is maar een uitzondering ten opzichte van het recht. Een uitzondering maken is dus enerzijds wel het recht bevestigen, maar anderzijds stellen dat dit recht slechts een menselijke constructie is en dus overstegen kan worden. Bij de uitzondering maakt de soeverein een eigen beslissing los van dit recht.
Deze diepe zoektocht naar wat soevereiniteit in een moderne wereld nog kan betekenen hangt bij Schmitt samen met de idee van een onttovering van de wereld, zoals Max Weber het beschreef: het metafysische en theologische heeft plaats gemaakt voor het seculiere en rationele. Transcendente ideeën hebben met andere woorden geen vat meer op de mensen, maar om de eenheid van een natie te bewaren moet men op zoek gaan naar een alternatief. Dit kan eventueel gevonden worden in een immanent criterium, en zo'n criterium ligt volgens Schmitt in de soeverein. Hij roemt Hobbes die in reactie op de toenmalige godsdienstoorlogen, de idee van een Leviathan naar voren bracht, die de soeverein kan zijn. Dit kan Schmitts steun aan het naziregime en Adolf Hitler verklaren: waarschijnlijk zag Schmitt in Hitler zo'n soeverein aan het werk.

## Boeken en publicaties (selectie)
- Über Schuld und Schuldart, 1911
- Gesetz des Urteils, 1912
- Der Wert des Staates und die Bedeutung des Einzelnen, 1914
- Politische Romantik, 1919
- Die Diktatur, Duncker & Humblot, Berlin 1921
- Politische Theologie. Vier Kapitel zur Lehre von der Souveränität, 1922
- Römischer Katholizismus und politische Form, 1923
- Die geistesgeschichtliche Lage des heutigen Parlamentarismus, 1923
- Die Diktatur des Reichspräsidenten, 1924
- Die Rheinlande als Objekt internationaler Politik, 1925
- Die Kernfrage des Völkerbundes, 1926
- Volksentscheid und Volksbegehr, 1927
- Verfassungslehre, Duncker & Humblot, Berlin 1928
- Hugo Preuss, der Staatsbürger und seine Stellung in der deutschen Staatslehre, 1930
- Hüter der Verfassung, 1931
- Legalität und Legitimität, 1932
- Die drei Arten des rechtswissenschaftlichen Denkens, 1933
- Der Begriff des Politischen, Duncker & Humblot, Berlin 1932, Neuausgabe 1963
- Theorie des Partisanen. Zwischenbemerkung zum Begriff des Politischen, D&H, Berlin 1963
- Positionen und Begriffe im Kampf gegen Weimar-Genf-Versailles 1923 - 1939, 1939
- Völkerrechtliche Großraumordnung mit Interventionsverbot für raumfremde Mächt, 1939
- Die Lage der europäischen Rechtswissenschaft, 1950
- Donoso Cortès in gesamteuropäischer Interpretation, Greven Verlag, Keulen 1950
- Der Nomos der Erde im Völkerrecht des Ius Publicum Europaeum, Duncker & Humblot, Berlin 1950
- Ex Captivitae Salus. Erfahrungen in der Zeit 1945-47, 1950
- Politische Theologie II. Die Legende von der Erledigung jeder Politischen Theologie, D&H, Berlin
- Hamlet oder Hekuba, 1956
- Gespräch über die Macht und den Zugang zum Machthaber und Gespräch über den neuen Raum, Berlin 1994, ISBN 3-05-002630-8

## In Nederlandse vertaling
Twee werken van Schmitt zijn beschikbaar in het Nederlands:
- Het begrip politiek. Gevolgd door Het tijdperk van neutraliseringen en depolitiseringen, vertaald door Bert Kerkhof en George Kwaad en ingeleid door Theo W.A. de Wit, 2001, ISBN 9053527257
- Land en zee. Een wereldhistorische beschouwing, tweetalige editie Duits-Nederlands vertaald door Henry van Sanderburg, 2017, ISBN 9789492161437

- Bibsys: 90053230
- Biblioteca Nacional de España: XX1089326
- Bibliothèque nationale de France: cb12036941k (data)
- Catàleg d'autoritats de noms i títols de Catalunya: 981058511143806706
- CiNii: DA00522312
- Gemeinsame Normdatei: 11860922X
- International Standard Name Identifier: 0000 0003 6864 362X
- Library of Congress Control Number: n50006773
- Nationale Bibliotheek van Letland: 000025832
- Bibliotheek van het Japanse parlement: 00455647
- Nationale Bibliotheek van Tsjechië: jn19990007689
- Nationale bibliotheek van Australië: 35481313
- Nationale Bibliotheek van Israël: 987007267600005171
- Nationale Bibliotheek van Polen: a0000001183792
- Nationale en Universitaire bibliotheek Zagreb: 000010745
- Nederlandse Thesaurus van Auteursnamen: 069114927
- Réseau des bibliothèques de Suisse occidentale: 02-A016966406
- Istituto Centrale per il Catalogo Unico: CFIV001560
- LIBRIS: 206089
- SNAC: w61s0sz4
- Système universitaire de documentation: 027669556
- Trove: 968659
- Virtual International Authority File: 68946216
- WorldCat: E39PBJhhkP9QYkP4Hw8QWqR3Qq